# Koluel Kayke
Koluel Kayke è un comune (comisión de fomento secondo la nomenclatura amministrativa provinciale) dell'Argentina, appartenente alla provincia di Santa Cruz, nel dipartimento di Deseado.
La comisión de fomento fu istituita il 12 agosto 1999. In base al censimento del 2001, nel territorio comunale dimorano 146 abitanti, con una diminuzione del 27,36% rispetto al censimento precedente (1991).